# Louches

Louches este o comună în departamentul Pas-de-Calais, Franța. În 1 ianuarie 2022 avea o populație de 948 de locuitori.